# Pont de Bonnières
Le pont de Bonnières relie les communes de Bonnières-sur-Seine et Bennecourt dans les Yvelines (France). Il est constitué de deux ponts routiers successifs séparés par la  « Grande île » et franchissant les deux bras de la Seine, le grand bras (navigable), côté Bonnières, et le bras de Gloton, côté Bennecourt. Il est emprunté par la route départementale 201 qui relie Bonnières-sur-Seine à Giverny (Eure). Lors d'un comptage ponctuel effectué en 2006, le trafic moyen journalier hebdomadaire s'élevait à 8 901 véhicules.